# Selma Dritz
Selma Kaderman Dritz (Chicago, Illinois, Estados Unidos; 29 de junio de 1917-Oakland, California, Estados Unidos; 3 de septiembre de 2008), fue una médica de salud pública y epidemióloga que realizó un trabajo pionero en los primeros momentos de la epidemia del SIDA en San Francisco. Junto con Erwin Braff, detectó una forma rara de neumonía y cáncer (sarcoma de Kaposi) que afectaban a hombres homosexuales. Tuvo un papel instrumental en el seguimiento de la nueva enfermadad del VIH.

## Biografía
Selma Kaderman Dritz nació en Chicago, obtuvo su título de médica en la Universidad de Illinois y su maestría en salud pública en la Escuela de Salud Pública de Universidad de California en Berkeley en 1967, justo antes de unirse al departamento de salud de San Francisco, donde permaneció durante toda su carrera.
De niña se dedicó a la música y comenzó una carrera como concertista de piano antes de decidir que convertirse en média era una mejor manera de ayudar a los demá. El matrimonio de Selma con el Dr. H. Fred Dritz en 1943, terminó en divorcio. Contratada como subdirectora de la Oficina de Control de Enfermedades Transmisibles en el departamento de salud pública de la ciudad en 1968, Selma fue la persona a quien acudir cuando los brotes de intoxicación alimentaria azotaron la ciudad, o cuando las epidemias de hepatitis derribaron a decenas de personas en las universidades y universidades locales. Pero pronto descubrió otros problemas: la disentería, la sífilis y la gonorrea estaban afectando a las personas jóvenes de los barrios predominantemente homosexuales de la ciudad. Se dio cuenta de que el número de casos en la comunidad estaba aumentando y advertía a otros médicos cada vez que podía, y comenzó a asesorar a muchos de las personas jóvenes que conoció.
En mayo y principios de junio de 1981, ella y el Dr. Erwin Braff, director de su oficina, tomaron nota de algunos casos de una forma inusual y misteriosa de neumonía que estaba matando a hombres jóvenes en la comunidad gay de la ciudad. Selma transmitió esa información a los Centros Federales para el Control de Enfermedades en Atlanta, y se convirtieron en los primeros datos claros, junto con cinco casos informados días antes en Los Ángeles, de lo que se convertiría en la epidemia de SIDA. Pronto, la Dra. Dritz registró casos de una forma misteriosa de cáncer de piel llamada sarcoma de Kaposi entre hombres homosexuales, y debido a que los pacientes que conocía confiaban en ella, pudo rastrear sus contactos y asesorarlos sobre lo que entonces se llamaba "sexo seguro". "Peste gay" y "cáncer gay" eran términos que se usaban en esos días, y Selma los rechazó por completo, pero aceptó el término que finalmente se hizo oficial: Síndrome de Inmunodeficiencia Adquirida, mucho antes que el VIH, el virus que causa el SIDA , fuera descubierto. La Dra. Dritz fue una fuente invaluable de información sobre el progreso de la epidemia para sus colegas que estaban estudiando la epidemia en Universidad de California en San Francisco y para los médicos de la comunidad que tratan a pacientes con SIDA.
El tenaz trabajo de Dritz en los clubes nocturnos y casas de baños de la ciudad llevó al reconocimiento de que la enfermedad se transmitía sexualmente. “Traté de dejar en claro que mi trabajo era detener esta enfermedad y no me importaba lo que hicieran en la cama, en los arbustos o en cualquier otro lugar. Mi trabajo consistía simplemente en asegurarme de que no se enfermaran”, dijo Selma al San Francisco Chronicle en 2001. En esa entrevista, se la describe en 1982 de pie junto a su pizarra, marcada con tiza, que mostraba cómo trazó el vector de la enfermedad: “GK tuvo relaciones sexuales con BW, quien desarrolló Kaposi; BW tuvo contacto con FL, que más tarde desarrolló pneumocystis, pero FL, a su vez, se había ido a casa con LB después de una noche en una casa de baños, y LB estaba vinculado de nuevo a GK”.
El hijo de Selma, Ronald Dritz, médico de Berkeley, explicó sobre su madre: “Estaba horrorizada por lo que estaba viendo. Ella era en gran medida una clínica al respecto y solo estaba recopilando datos. Su evidencia fue sobre los aspectos científicos de lo que estaba sucediendo, haciendo el trabajo de campo epidemiológico y haciendo las deducciones”. A Dritz le apasionaba tratar de detener la propagación del SIDA, y más tarde habló sobre lo que dijo que era un retraso de los funcionarios del gobierno local, que temían que si cerraban las casas de baños enfrentarían una reacción violenta de la comunidad gay políticamente poderosa. “Aquellos que impidieron una respuesta efectiva en los primeros días merecen algunos fuertes golpes de martillo”, dijo Dritz a un reportero en 1993. “No tengo demasiadas esperanzas. Hemos hecho algunos progresos, pero si hubiéramos podido avanzar más rápido hace una década, las cosas no estarían tan mal como ahora”, añadió Selma.
Selma Dritz, tuvo tres hijos: Ronald, Deborah y Ariel. Murió en 2008, a los 91 años, en el Centro de Retiro Claremont House en Oakland, California. Desde la muerte de Dritz, ha aparecido destacada en todos los estudios sobre la historia del SIDA. Una mirada a la vida de Dritz es posible a través de los Documentos de Selma Dritz. La colección presenta fotografías, correspondencia, investigaciones y otros materiales. Estos documentos han permitido que su trabajo continúe hasta el día de hoy y ayude no solo a los miembros de la comunidad LGBTQ sino a todos los afectados por el VIH/SIDA.

## Premios y reconocimientos
En la película "And The Band Played On", basada en el libro de Randy Shilts sobre la propagación temprana de la enfermedad, el personaje de Dritz fue interpretado por Lily Tomlin.